# 雷公坡崖墓群
雷公坡崖墓群位於四川省自貢市貢井區，文物遺址年代判定為漢。2012年7月16日公佈為第八批四川省文物保護單位。

## 簡介[2]
雷公坡崖墓群位於四川省自貢市貢井區艾葉鎮石輥村，分佈面積2500平方公尺，共有24座墓葬，環形分佈於一馬鞍形低丘的一面緩坡上。各墓葬形制相似，由墓道、照牆、門廊、墓門、甬道、墓室、灶龕、灶台、後龕、排水溝等部分組成，墓室內壁有雙魚、刀劍等雕刻圖案。雷公坡崖墓群是自貢市迄今發現的規模最大、數量最多的漢代崖墓群，對研究東漢時期自貢地區的經濟和社會發展具有重要的歷史和科學價值，同時也豐富了川南地區崖墓類型資料，對於四川地區的崖墓研究、區域美術史、思想史、科技史研究都有著重要的參考價值。第三次全國文物普查新發現。